# Demansia
Demansia is een geslacht van slangen uit de familie koraalslangachtigen (Elapidae) en de onderfamilie Elapinae.

## Naam en indeling
De wetenschappelijke naam van de groep werd voor het eerst voorgesteld door John Edward Gray in 1842. Er zijn veertien soorten, inclusief de pas in 2007 beschreven soorten Demansia quaesitor en Demansia shinei. De slangen werden eerder aan andere geslachten toegekend, zoals Elapocephalus, Diemenia en Lycodon.

## Uiterlijke kenmerken
De slangen bereiken een lichaamslengte tot meer dan 1,5 meter en hebben een dun lichaam met een lange dunne staart. De kop is goed te onderscheiden van het lichaam door de aanwezigheid van een duidelijke insnoering. De ogen zijn relatief groot en hebben een ronde pupil en een lichte iris. De dieren hebben vijftien rijen gladde maar matte schubben in de lengte op het midden van het lichaam. De caudaalschubben en de anaalschub zijn gepaard.

## Levenswijze
De slangen zijn overdag actief en staan bekend als de cheeta's van de slangenwereld. Ze zijn erg snel en behendig, ze jagen namelijk op overdag actieve hagedissen die eenmaal opgewarmd eveneens razendsnel zijn. De vrouwtjes zetten eieren af. Alle soorten zijn giftig, de grotere soorten worden beschouwd als gevaarlijk voor mensen vanwege hun langere giftanden.

## Verspreiding en habitat
De slangen komen voor in delen van Azië in Papoea-Nieuw-Guinea en in Australië. De habitat bestaat uit droge savanne, tropische en subtropische bossen, graslanden en scrublands.

## Beschermingsstatus
Door de internationale natuurbeschermingsorganisatie IUCN is aan alle soorten een beschermingsstatus toegewezen. De slangen worden beschouwd als 'veilig' (Least Concern of LC).

## Soorten
Het geslacht omvat de volgende soorten, met de auteur en het verspreidingsgebied.
| Naam                 | Auteur                   | Verspreidingsgebied            |
| -------------------- | ------------------------ | ------------------------------ |
| Demansia angusticeps | Macleay, 1888            | Australië                      |
| Demansia calodera    | Storr, 1978              | Australië                      |
| Demansia flagellatio | Wells & Wellington, 1985 | Australië                      |
| Demansia olivacea    | Gray, 1842               | Australië                      |
| Demansia papuensis   | Macleay, 1877            | Australië, Papoea-Nieuw-Guinea |
| Demansia psammophis  | Schlegel, 1837           | Australië                      |
| Demansia quaesitor   | Shea, 2007               | Australië                      |
| Demansia reticulata  | Gray, 1842               | Australië                      |
| Demansia rimicola    | Scanlon, 2007            | Australië                      |
| Demansia rufescens   | Storr, 1978              | Australië                      |
| Demansia shinei      | Shea, 2007               | Australië                      |
| Demansia simplex     | Storr, 1978              | Australië                      |
| Demansia torquata    | Günther, 1862            | Australië                      |
| Demansia vestigiata  | De Vis, 1884             | Australië, Papoea-Nieuw-Guinea |